# 北镇福音堂旧址
北镇福音堂旧址为辽宁省北镇市古城内的一座基督教堂残址，因门窗、屋顶遭火焚毁，今仅存四壁。
北镇市最早的基督教堂原位于城内什字街上，由英国牧师亨维里于清光绪二十年（1894年）主持修建，六年后教堂在义和团运动中被毁，光绪三十一年（1905年）迁至城东门里重建，附近还建有学道馆、医院和崇德学校等，今除教堂外均已不存。教堂坐北朝南，南北长28米，东西宽36米，总面积1008平方米，以矮条石砌基，上部以青砖砌筑，并以灰瓦顶覆盖，东侧原有钟楼一座，楼下设门。1949年后原址大部分划归北镇高中，1967年教堂交由六十四部队野战医院，并由部队占用至今。